# Dicamptodon copei
Dicamptodon copei là một loài kỳ giông trong họ Dicamptodontidae. Nó dài đến 12.4–19.1 cm (4⅞ – 7½ in). Con non của nó giống con non của loài Pacific Giant Salamander, nhưng nó không bao giờ chuyển sang giai đoạn sống trên cạn. Có 3 loài có quan hệ gần với loài này gồm: Dicamptodon ensatus, Dicamptodon aterrimus và Dicamptodon tenebrosus.

## Môi trường sống
D. copei là loài đặc hữu của Thái Bình Dương, phần tây bắc của Tây Bắc Thái Bình Dương bắc Bắc Mỹ. Nó được tìm thấy ở bán đảo Olympic, Washington. Môi trường sống tự nhiên của chúng là các khu rừng ôn hòa, sông, hồ nước ngọt, và đầm nước ngọt. Nó bị đe dọa do mất môi trường sống và sự bùng nổ dân số của loài người.